# Вёдрово (Костромская область)
Вёдрово — деревня в Кадыйском районе Костромской области. Входит в состав Столпинского сельского поселения.

## География
Находится в юго-восточной части Костромской области на расстоянии приблизительно 34 км на юг-юго-запад по прямой от районного центра поселка Кадый на левобережье реки Желвата.

## История
Известна была с 1813 года как село, в котором была построена Владимирская церковь. В 1872 году здесь было учтено 37 дворов, в 1897 году село Вёдрово учитывалась отдельно от одноименной деревни, в 1907 году отмечено здесь было 5 дворов в селе и 69 в деревне. Позже населенный пункт объединился, а село стало деревней.

## Население
Постоянное население составляло 244 человека (1872 год), 12 в селе и 275 в деревне (1897), 13 в селе и 395 в деревне (1907), 90 в 2002 году (русские 98 %), 47 в 2022.

## Достопримечательности
Действующая Владимирская церковь.